# 池田正辰
池田 正辰（いけだ まさとき、1916年3月7日 - 1982年5月30日）は、日本の政治家。鹿児島県姶良郡蒲生町長（3期）。

## 経歴
鹿児島県蒲生町（当時・蒲生村、現：姶良市の一部）出身。1933年旧制鹿児島県立第二鹿児島中学校（現：鹿児島県立甲南高等学校）卒業。1936年に第七高等学校造士館（現：鹿児島大学）を卒業。1940年に京都帝国大学経済学部卒業。日本石油株式会社に入社し勤務するが、1941年に応召し、1946年に復員。1947年に鹿児島県庁職員となり、鹿児島県東京事務所長、鹿児島県林務部長などを歴任。旧制中学時代の恩師でもある小山田政弘蒲生町長の後継として、郷里の町長選に出馬し無投票当選して、1973年5月より第11代蒲生町長。在職中は生活環境の整備や住民の福祉増進に尽力したほか、鹿児島県造林協会理事も務めた。町長3期目を満了せず逝去。
オペラ歌手の池田直樹は息子。